# Sharlene Wells Hawkes
Sharlene Wells Hawkes, née le 16 mars 1964 à Asuncion, au Paraguay, est une écrivaine et une personnalité de la télévision américaine. Elle est couronnée Miss Utah Valley 1984, Miss Utah (en) 1984, puis Miss America 1985.

### Source de la traduction
- (en) Cet article est partiellement ou en totalité issu de l’article de Wikipédia en anglais intitulé « Sharlene Wells Hawkes » (voir la liste des auteurs).